# Vera Lapko
Vera Valer"eŭna Lapko (in bielorusso Вера Валер’еўна Лапко?; Minsk, 29 settembre 1998) è un'ex tennista bielorussa.

## Biografia
Ha vinto sei titoli nel singolare e sette nel doppio nel circuito ITF nella sua carriera. Il 1º ottobre 2018, ha raggiunto il best ranking mondiale nel singolare, nr 60 e il 14 maggio 2018 invece ha conseguito il suo best ranking mondiale nel doppio, nr 83.
Nel 2014, Vera Lapko ha raggiunto la finale di doppio dello US Open ragazze, in coppia con Tereza Mihalíková e nel 2015, sempre in coppia con la Mihalíková, è riuscita a raggiungere la finale di Wimbledon ragazze.
La Lapko ha giocato tre volte in doppio con la Bielorussia in Fed Cup, vincendo assieme a Aljaksandra Sasnovič.
Nel gennaio 2024, ha annunciato il suo ritiro dalle competizioni.

## Statistiche WTA

### Doppio

#### Sconfitte (4)
| Legenda               |
| --------------------- |
| Grande Slam (0)       |
| Argenti Olimpici (0)  |
| WTA Finals (0)        |
| Premier Mandatory (0) |
| Premier 5 (0)         |
| Premier (0)           |
| International (4)     |

| No. | Data              | Torneo                                           | Superficie  | Compagna         | Avversarie in finale             | Punteggio        |
| 1.  | 24 settembre 2016 | Guangzhou International Women's Open, Canton     | Cemento     | Vol'ha Havarcova | Asia Muhammad Peng Shuai         | 2-6, 6(3)-7      |
| 2.  | 15 aprile 2018    | Ladies Open Lugano, Lugano                       | Terra rossa | Aryna Sabalenka  | Kirsten Flipkens Elise Mertens   | 1-6, 3-6         |
| 3.  | 22 settembre 2018 | Guangzhou International Women's Open, Canton (2) | Cemento     | Danka Kovinić    | Monique Adamczak Jessica Moore   | 6-4, 5-7, [4-10] |
| 4.  | 20 ottobre 2018   | BGL Luxembourg Open, Lussemburgo                 | Cemento (i) | Mandy Minella    | Greet Minnen Alison Van Uytvanck | 6(3)-7, 2-6      |

## Statistiche ITF

### Singolare

#### Vittorie (7)
| Torneo $100.000 (1) |
| Torneo $80.000 (0)  |
| Torneo $75.000 (0)  |
| Torneo $60.000 (1)  |
| Torneo $50.000 (0)  |
| Torneo $25.000 (3)  |
| Torneo $15.000 (0)  |
| Torneo $10.000 (2)  |

| N. | Data             | Torneo                                                                          | Superficie  | Avversaria in finale      | Punteggio        |
| 1. | 2 marzo 2015     | Jolie Ville Golf Women's, Sharm El Sheikh                                       | Cemento     | Markéta Vondroušová       | 7-5, 6–3         |
| 2. | 18 luglio 2016   | Astana Womens, Astana                                                           | Cemento     | Valerija Savinych         | 7–6(3), 3-6, 6-4 |
| 3. | 13 luglio 2017   | Koser Jewelers Pro Circuit Tennis Challenge, Landisville                        | Cemento     | Anna Karolína Schmiedlová | 4-6, 6-4, 7-6(4) |
| 4. | 1º febbraio 2017 | Open GDF SUEZ Clermont-Ferrand, Clermont-Ferrand                                | Cemento (i) | Bibiane Schoofs           | 6–4, 6-4         |
| 5. | 5 maggio 2018    | O1 Properties Ladies Cup, Chimki                                                | Cemento (i) | Anastasija Potapova       | 6-1, 6-3         |
| 6. | 20 maggio 2018   | Open International Féminin Midi-Pyrénées Saint-Gaudens Comminges, Saint-Gaudens | Terra rossa | Quirine Lemoine           | 6-2, 6-4         |
| 7. | 30 ottobre 2022  | Empire Women's Indoor, Trnava                                                   | Cemento (i) | Lucie Havlíčková          | 4-6, 7–6(1), 6-2 |

#### Sconfitte (5)
| Torneo $100.000 (0) |
| Torneo $80.000 (0)  |
| Torneo $75.000 (0)  |
| Torneo $60.000 (0)  |
| Torneo $50.000 (0)  |
| Torneo $25.000 (5)  |
| Torneo $15.000 (0)  |
| Torneo $10.000 (0)  |

| N. | Data            | Torneo                                           | Superficie  | Avversaria in finale      | Punteggio     |
| 1. | 11 giugno 2016  | Pavlov Cup, Minsk                                | Terra rossa | Anna Kalinskaja           | 4-6, 3-6      |
| 2. | 11 giugno 2017  | Macha Lake Open, Staré Splavy                    | Terra rossa | Anna Karolína Schmiedlová | 4-6, 5-7      |
| 3. | 29 agosto 2021  | Almaty Open, Almaty                              | Cemento     | Iryna Šymanovič           | 3-6, 2-6      |
| 4. | 16 gennaio 2022 | Vero Beach International Tennis Open, Vero Beach | Terra verde | Sophie Chang              | 1-6, 6-1, 2-6 |
| 5. | 14 agosto 2022  | LOTOS Radom Cup, Radom                           | Terra rossa | Çağla Büyükakçay          | 1-4, rit.     |

### Doppio

#### Vittorie (7)
| Torneo $100.000 (0) |
| Torneo $80.000 (0)  |
| Torneo $75.000 (0)  |
| Torneo $60.000 (2)  |
| Torneo $50.000 (0)  |
| Torneo $25.000 (4)  |
| Torneo $15.000 (0)  |
| Torneo $10.000 (1)  |

| N. | Data              | Torneo                                           | Superficie  | Partner             | Rivali in finale                     | Risultato   |
| 1. | 2 marzo 2015      | Jolie Ville Golf Women's, Sharm El Sheikh        | Cemento     | Markéta Vondroušová | Anna Morgina Caroline Rohde-Moe      | 6-2, 6-4    |
| 2. | 25 febbraio 2017  | Winter Moscow Open, Mosca                        | Cemento (i) | Dajana Jastrems'ka  | Bibiane Schoofs Ekaterina Jašina     | 7-5, 6-3    |
| 3. | 27 marzo 2017     | Open GDF Suez Seine-et-Marne, Croissy-Beaubourg  | Cemento (i) | Polina Monova       | Manon Arcangioli Magdalena Fręch     | 6-3, 6-4    |
| 4. | 25 giugno 2017    | Warsaw Sports Group Open, Varsavia               | Terra rossa | Priscilla Hon       | Katarzyna Kawa Katarzyna Piter       | 7-6(3), 6-4 |
| 5. | 1º luglio 2017    | Bella Cup, Toruń                                 | Terra rossa | Anna Morgina        | Miriam Kolodziejová Jesika Malečková | 6-2, 6-3    |
| 6. | 6 agosto 2017     | Fifth Third Bank Tennis Championships, Lexington | Cemento     | Priscilla Hon       | Hiroko Kuwata Valerija Savinych      | 6–3, 6-4    |
| 7. | 29 settembre 2017 | Open GDF SUEZ Clermont-Ferrand, Clermont-Ferrand | Cemento (i) | Cornelia Lister     | Sarah Beth Grey Olivia Nicholls      | 6-4, 6-3    |

#### Sconfitte (7)
| Torneo $100.000 (1) |
| Torneo $80.000 (0)  |
| Torneo $75.000 (0)  |
| Torneo $60.000 (1)  |
| Torneo $50.000 (0)  |
| Torneo $25.000 (3)  |
| Torneo $15.000 (0)  |
| Torneo $10.000 (2)  |

| N. | Data             | Torneo                                                          | Superficie    | Partner                | Rivali in finale                     | Risultato        |
| 1. | 9 marzo 2015     | Jolie Ville Golf Women's, Sharm El Sheikh                       | Cemento       | Anhelina Kalita        | Prarthana Thombare Ekaterina Jašina  | 4–6, 7–5, [6–10] |
| 2. | 7 marzo 2016     | Open GDF SUEZ de la Ville de Macon, Mâcon                       | Cemento (i)   | Emilie Francati        | Manon Arcangioli Silvia Njirić       | 5–7, 6(5)–7      |
| 3. | 11 novembre 2016 | Pavlov Cup, Minsk                                               | Cemento (i)   | Ilona Kramen'          | Anna Kalinskaja Nika Žytkoŭskaja     | 2-6, 3-6         |
| 4. | 20 novembre 2016 | Hart Open, Zawada                                               | Sintetico (i) | Ilona Kramen'          | Justyna Jegiołka Diāna Marcinkēviča  | 4-6, 5-7         |
| 5. | 6 maggio 2017    | Torneo Feminino de Lleida, Lleida                               | Terra rossa   | Aleksandrina Najdenova | Andrea Gámiz Georgina García Pérez   | 1-6, 6-4, [8-10] |
| 6. | 29 luglio 2017   | FSP Gold River Women's Challenger, Sacramento                   | Cemento       | Jovana Jakšić          | Desirae Krawczyk Giuliana Olmos      | 1-6, 2-6         |
| 7. | 12 maggio 2018   | Open GDF SUEZ de Cagnes-sur-Mer Alpes-Maritimes, Cagnes-sur-Mer | Terra rossa   | Galina Voskoboeva      | Kaitlyn Christian Sabrina Santamaria | 6–2, 5–7, [7–10] |

## Grand Slam Junior

### Singolare

#### Vittorie (1)
| Tornei del Grande Slam  |
| ----------------------- |
| Australian Open (1)     |
| Open di Francia (0)     |
| Torneo di Wimbledon (0) |
| US Open (0)             |

| N. | Data            | Torneo                     | Superficie | Avversaria in finale | Punteggio |
| 1. | 30 gennaio 2016 | Australian Open, Melbourne | Cemento    | Tereza Mihalíková    | 6-3, 6-4  |

### Doppio

#### Sconfitte (2)
| Tornei del Grande Slam  |
| ----------------------- |
| Australian Open (0)     |
| Open di Francia (0)     |
| Torneo di Wimbledon (1) |
| US Open (1)             |

| N. | Data             | Torneo                      | Superficie | Compagna          | Avversarie in finale      | Punteggio        |
| 1. | 6 settembre 2014 | US Open, New York           | Cemento    | Tereza Mihalíková | İpek Soylu Jil Teichmann  | 7-5, 2-6, [7-10] |
| 2. | 11 luglio 2015   | Torneo di Wimbledon, Londra | Erba       | Tereza Mihalíková | Dalma Gálfi Fanny Stollár | 3-6, 2-6         |